# Sowjetische Aktiengesellschaft
Sowjetische Aktiengesellschaft (SAG) war die Bezeichnung für Wirtschaftsunternehmen in der SBZ/DDR, die von der sowjetischen Besatzungsmacht (SMAD) gegründet und geleitet wurden. Hauptzweck der Sowjetischen Aktiengesellschaften war die Abdeckung von Ansprüchen der Sowjetunion auf Deutsche Reparationen nach dem Zweiten Weltkrieg. Hauptsitz des zuerst Hauptverwaltung des sowjetischen Eigentums im Ausland beim Ministerrat der UdSSR genannten Unternehmens war das Askania-Haus in Berlin-Weißensee.

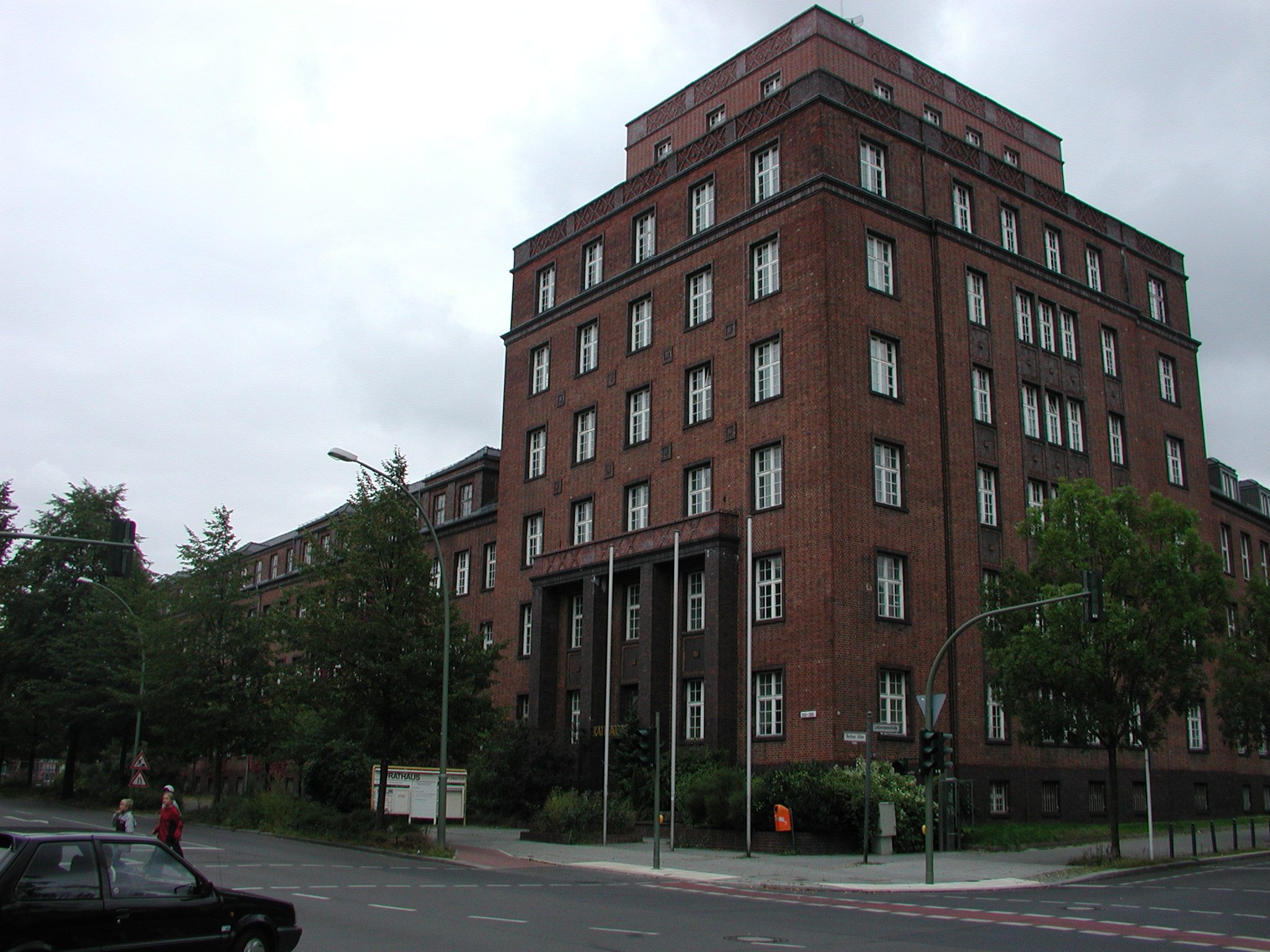
Askania-Haus, im vorderen Gebäudeteil das Rathaus Weißensee

## Geschichte

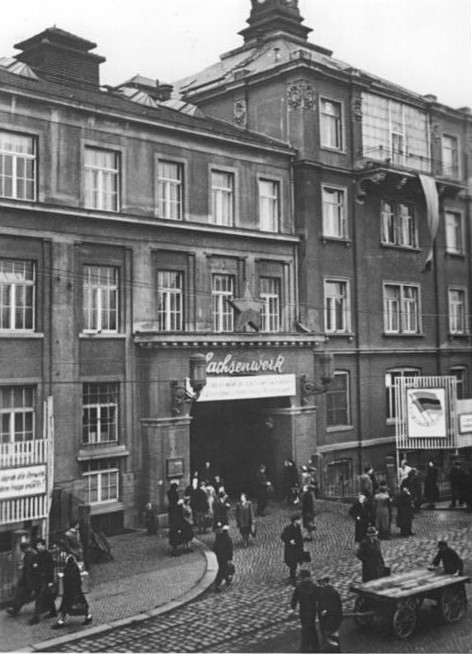
SAG-Sachsenwerke Niedersedlitz, 1953

Die bereits 1945 enteigneten, ursprünglich großteils für die Demontage vorgesehenen Großbetriebe wurden aufgrund des Befehls Nr. 167 der SMAD vom 5. Juni 1946 (Über den Übergang von Unternehmungen in Deutschland in das Eigentum der UdSSR auf Grund der Reparationsansprüche) als Sowjetische Aktiengesellschaften nach deutschem Aktienrecht gegründet. Dies markierte einen Wendepunkt in der Reparationspolitik der UdSSR, indem man nun zur Entnahme von Reparationsleistungen aus der laufenden Produktion überging. Ein Teil der SAG-Betriebe wurde neu aufgebaut. Zu den SAG-Betrieben gehörten rund 200 in sowjetisches Eigentum überführte größere Industriebetriebe in der SBZ/DDR mit insgesamt 300.000 Beschäftigten, die in zeitweise bis zu 35 Aktiengesellschaften organisiert waren. Dazu gehörten der größte Teil des Schiffbaus an der Ostseeküste und Teilbereiche des Schwermaschinenbaus. Hundertprozentiger Eigentümer war die Hauptverwaltung des sowjetischen Vermögens im Ausland beim Ministerrat der UdSSR. Die Betriebe unterstanden der Verwaltung für Angelegenheiten der Sowjetischen Staatlichen Aktiengesellschaft in Deutschland der SMAD. Der Anteil an der Industrieproduktion lag 1947 bei 20 %. Die Betriebe konnten etappenweise durch Rückkauf durch die Länder der SBZ bzw. der DDR erworben und in Volkseigentum überführt werden. Nach dem Volksaufstand vom 17. Juni 1953 wurden mit Wirkung zum 1. Januar 1954 die Reparationszahlungen eingestellt und die letzten 33 sowjetischen Betriebe in Eigentum der DDR überführt.
Eine Besonderheit stellte die Wismut AG dar, die für das sowjetische Atomwaffenprogramm von herausragender Bedeutung war. Dieser Reparationsbetrieb war keine SAG wie oben beschrieben. Die Wismut wurde mit dem Beschluss des Ministerrates der UdSSR vom 10. Mai 1947 in Moskau gegründet. Die Hauptaktionäre der Wismut AG waren mit 70 % der Aktien die Hauptverwaltung des sowjetischen Vermögens im Ausland, die dem Ministerium für Außenhandel der UdSSR unterstand, sowie die Staatliche Aktiengesellschaft für Buntmetalle, die dem Ministerium für Buntmetallurgie unterstand, mit 30 % der Aktien. Am 4. Juni 1947 wurde durch die  Generalversammlung der Aktionäre der Beschluss zur Gründung einer Zweiggesellschaft in Deutschland gefasst. Diese wurde am 2. Juli 1947 in Aue in das Handelsregister eingetragen. Die Wismut unterstand direkt sowjetischer Verwaltung. Am 28. November 1953 wurde die Wismut AG auf Beschluss der Aktionäre in Moskau liquidiert und am 21. Dezember 1953 die Sowjetisch-Deutsche Aktiengesellschaft (SDAG) Wismut auf einer Aktionärsversammlung in Karl-Marx-Stadt gegründet. Sie übernahm alle Vermögenswerte der Wismut AG, ohne jedoch deren Rechtsnachfolger zu werden.
Im besetzten Nachkriegsösterreich verwaltete die UdSSR bis 1955 etwa 300 Betriebe unter einer Holding mit der Bezeichnung USIA.